# Куспиш, Владимир Эдуардович
Владимир Эдуардович Куспиш (род. 1 августа 1942, Львов) — советский самбист и дзюдоист, призёр чемпионата СССР по самбо, чемпион Европы по дзюдо. Мастер спорта СССР международного класса (1965), Заслуженный тренер Украины (1997).

## Биография
Родился 1 августа 1942 года во Львове. Окончил Львовский государственный институт физической культуры (ныне Львовский государственный университет физической культуры). Выступал за спортивные общества «Динамо» (Львов, 1961—1969) и «Авангард» (Львов, 1969). Тренер — И. М. Ройтман. Завершил спортивную карьеру в 1969 году. Занялся тренерской деятельностью. Работал во Львове тренером ДЮСШ «Машиностроитель» (1969—1985) и СДЮШОР № 2 (с 1985).
Сын Александр Куспиш (1967) — украинский самбист и дзюдоист, чемпион и бронзовый призёр чемпионатов Европы по самбо, серебряный призёр чемпионата мира по самбо 1994 года.

## Спортивные достижения
- Чемпионат СССР по самбо 1964 года — .